# Waldecker Tafel
Die Waldecker Tafel, auch Waldecker Tafelland, ist eine naturräumliche Über-Haupteinheit in Hessen zwischen Eder und Diemel, dem Ostsauerländer Gebirgsrand im Westen und den Ostwaldecker Randsenken im Osten.
Die Einheit bzw. der Begriff „Waldecker Tafel“ wurde in den 1950er Jahren geschaffen, weil das Dezimalsystem der naturräumlichen Haupteinheiten und deren Gruppen sich im Westhessischen Bergland (Haupteinheitengruppe 34) als nicht ausreichend erwiesen hatte, da diese Gruppe über 11 in sich klar geschlossene Haupteinheiten verfügte. Unter der Kennzahl 340 fasste man daher die offenen, von Zechstein und unterem Buntsandstein geprägte Hochfläche der Waldecker Gefilde (3401) und den sich östlich anschließenden, dicht bewaldeten Buntsandsteinrücken des Waldecker Waldes (3402) zusammen. Beide Teillandschaften sind als eigenständige Haupteinheiten zu verstehen.

## Naturräumliche Gliederung
Die Waldecker Tafel gliedert sich wie folgt:
- 340 Waldecker Tafel
  - 3401 Waldecker Gefilde
    - 3401.0  Das Rote Land
      - 3401.00  Obermarsberger Hochfläche
      - 3401.01  Rotenlandsgrund

    - 3401.1  Korbacher Land
      - 3401.10  Berndorfer Grund
      - 3401.11  Korbacher Ebene
      - 3401.12  Goddelsheimer Feld
      - 3401.13  Sachsenhäuser Hügelland

  - 3402 Waldecker Wald
    - 3402.2  Orpewald
    - 3402.3  Twister Hügelland
    - 3402.4  Arolser Platte
    - 3402.5  Langer Wald
    - 3402.6  Alter Wald

Der Umweltatlas Hessen des Landesumweltministeriums nach Die Naturräume Hessens von Otto Klausing (1988) vereinfacht die Schreibweisen, indem er statt der tiefergestellten 1 im Waldecker Gefilde eine 0 als erste Nachkommastelle einfügt und beim Waldecker Wald statt der tiefergestellten 2 eine Nachkomma-1, wobei außerdem sich die folgende Ziffer beim Waldecker Wald um zwei verringert. Hiernach hätte also der Lange Wald die Kennziffer 340.13 und das Sachsenhäuser Hügelland die Ziffer 340.013. Nachteil dieser Schreibweise ist, dass nicht klar wird, dass es sich um zwei eigenständige Haupteinheiten handelt.